# Rachodoszcze (gromada)
Rachodoszcze – dawna gromada, czyli najmniejsza jednostka podziału terytorialnego Polskiej Rzeczypospolitej Ludowej w latach 1954–1972.
Gromady, z gromadzkimi radami narodowymi (GRN) jako organami władzy najniższego stopnia na wsi, funkcjonowały od reformy reorganizującej administrację wiejską przeprowadzonej jesienią 1954 do momentu ich zniesienia z dniem 1 stycznia 1973, tym samym wypierając organizację gminną w latach 1954–1972.
Gromadę Rachodoszcze z siedzibą GRN w Rachodoszczach utworzono – jako jedną z 8759 gromad na obszarze Polski – w powiecie zamojskim w woj. lubelskim na mocy uchwały nr 18 WRN w Lublinie z dnia 5 października 1954. W skład jednostki weszły obszary dotychczasowych gromad Rachodoszcze, Bożawola i Feliksówka ze zniesionej gminy Suchowola oraz obszar dotychczasowej gromady Majdan Ruszowski ze zniesionej gminy Łabunie w tymże powiecie. Dla gromady ustalono 20 członków gromadzkiej rady narodowej.
1 stycznia 1962 gromadę zniesiono, włączając jej obszar do gromady Suchowola w tymże powiecie.